# Iulian Ilie (cầu thủ bóng đá, sinh 2001)
Iulian Ilie (sinh ngày 21 tháng 2 năm 2001) là một cầu thủ bóng đá người România thi đấu ở vị trí tiền đạo cho đội bóng Liga II Sportul Snagov. Iulian Ilie được xem là tài năng lớn của học viện Petrolul Ploiești và năm 2015 anh ký hợp đồng với Borussia Dortmund. Năm 2016, sau một năm ở Đức, Ilie trở lại România nơi anh ký hợp đồng với Astra Giurgiu và thi đấu cho đội bóng vệ tinh cho đến khi chuyển tới Sportul Snagov vào tháng 11 năm 2017.

## Sự nghiệp quốc tế
Iulian Ilie thi đấu cho U-17 România 2 trận đấu và ghi 1 bàn thắng.